# Кубок України з футболу 2006—2007
У шістнадцятому розіграші Кубка України з футболу взяли участь 58 команд чемпіонату країни і фіналіст Кубка України серед аматорів 2005 року. Проходив з 11 серпня 2006 року по 27 травня 2007 року.

## Учасники
| Клуби вищої ліги: | Клуби першої ліги: | Клуби другої ліги: | Фіналіст кубка серед аматорів: |
| - «Арсенал» (Київ) - «Ворскла» (Полтава) - «Динамо» (Київ) - «Дніпро» (Дніпропетровськ) - «Зоря» (Луганськ) - «Іллічівець» (Маріуполь) - «Карпати» (Львів) - «Кривбас» (Кривий Ріг) - «Металіст» (Харків) - «Металург» (Донецьк) - «Металург» (Запоріжжя) - «Сталь» (Алчевськ) - «Таврія» (Сімферополь) - ФК «Харків» - «Чорноморець» (Одеса) - «Шахтар» (Донецьк) | - «Борисфен» (Бориспіль) - «Волинь» (Луцьк) - «Геліос» (Харків) - «Десна» (Чернігів) - «Динамо-Ігросервіс» (Сімферополь) - «Дніпро» (Черкаси) - «Енергетик» (Бурштин) - «Закарпаття» (Ужгород) - «Кримтеплиця» (Молодіжне) - ФК «Львів» - МФК «Миколаїв» - «Нафтовик-Укрнафта» (Охтирка) - «Оболонь» (Київ) - ПФК «Олександрія» - «Поділля» (Хмельницький) - «Спартак» (Івано-Франківськ) - «Спартак» (Суми) - «Сталь» (Дніпродзержинськ) - «ЦСКА» (Київ) | - «Арсенал» (Харків) - «Буковина» (Чернівці) - «Верес» (Рівне) - «Газовик-ХГВ» (Харків) - «Гірник» (Кривий Ріг) - «Гірник-Спорт» (Комсомольськ) - «Дністер» (Овідіополь) - «Єдність» (Плиски) - «Інтер» (Боярка) - «Княжа» (Щасливе) - «Кремінь» (Кременчук) - «Локомотив» (Дворічна) - «Нафком» (Бровари) - «Нафтовик» (Долина) - «Нива» (Тернопіль) - «Олімпік» (Донецьк) - «Олком» (Мелітополь) - ПФК «Севастополь» - «Факел» (Івано-Франківськ) - «Титан» (Армянськ) - «Фенікс-Іллічовець» (Калініне) - «Хімік» (Красноперекопськ) - «Явір» (Краснопілля) | - «Хіммаш» (Коростень)         |

## Перелік матчів

### 1/32 фіналу
| 11 серпня 2006 року.           |     |                               |    |  |
| «Гірник» (Кривий Ріг)          | 2:5 | «Іллічівець» (Маріуполь)      | дч |  |
| «Гірник-Спорт» (Комсомольськ)  | 1:2 | «Металіст» (Харків)           |    |  |
| «Буковина» (Чернівці)          | 0:3 | «Таврія» (Сімферополь)        |    |  |
| ПФК «Олександрія»              | 0:2 | «Ворскла» (Полтава)           |    |  |
| «Нафком» (Бровари)             | 0:2 | «Сталь» (Алчевськ)            |    |  |
| «Хімік» (Красноперекопськ)     | 2:1 | «Арсенал» (Київ)              | дч |  |
| «Локомотив» (Дворічна)         | 0:2 | ФК «Харків»                   |    |  |
| МФК «Миколаїв»                 | 0:1 | «Кривбас» (Кривий Ріг)        |    |  |
| «Єдність» (Плиски)             | 0:1 | «Зоря» (Луганськ)             |    |  |
| «Княжа» (Щасливе)              | 0:2 | «Карпати» (Львів)             |    |  |
| «Нафтовик» (Долина)            | 0:1 | «Волинь» (Луцьк)              |    |  |
| «Хіммаш» (Коростень)           | 1:3 | «Закарпаття» (Ужгород)        |    |  |
| «Факел» (Івано-Франківськ)     | 0:1 | «Оболонь» (Київ)              |    |  |
| ПФК «Севастополь»              | 2:0 | «Нафтовик-Укрнафта» (Охтирка) |    |  |
| «Верес» (Рівне)                | 0:2 | ФК «Львів»                    |    |  |
| «Олімпік» (Донецьк)            | 4:2 | «Поділля» (Хмельницький)      | дч |  |
| «Інтер» (Боярка)               | 0:5 | «Сталь» (Дніпродзержинськ)    |    |  |
| «Арсенал» (Харків)             | 1:2 | «Кримтеплиця» (Молодіжне)     | дч |  |
| «Дніпро» (Черкаси)             | 1:0 | «Спартак» (Івано-Франківськ)  |    |  |
| «Титан» (Армянськ)             | 2:1 | «Геліос» (Харків)             |    |  |
| «Газовик-ХГВ» (Харків)         | 3:5 | «Ігросервіс» (Сімферополь)    | дч |  |
| «Кремінь» (Кременчук)          | 0:2 | «Енергетик» (Бурштин)         |    |  |
| «Явір» (Краснопілля)           | 1:0 | «ЦСКА» (Київ)                 |    |  |
| «Фенікс-Іллічовець» (Калініне) | 1:2 | «Борисфен» (Бориспіль)        |    |  |
| «Олком» (Мелітополь)           | 4:1 | «Спартак» (Суми)              | дч |  |
| «Нива» (Тернопіль)             | 0:2 | «Десна» (Чернігів)            |    |  |
| 12 серпня 2006 року.           |     |                               |    |  |
| «Дністер» (Овідіополь)         | 1:3 | «Металург» (Донецьк)          |    |  |

### 1/16 фіналу
| 19 вересня 2006 року.             |     |                            |              |
| «Титан» (Армянськ)                | 2:1 | «Ворскла» (Полтава)        |              |
| 20 вересня 2006 року.             |     |                            |              |
| «Явір» (Краснопілля)              | 1:6 | «Шахтар» (Донецьк)         |              |
| «Олком» (Мелітополь)              | 0:4 | «Динамо» (Київ)            |              |
| «Борисфен» (Бориспіль)            | 4:2 | «Чорноморець» (Одеса)      |              |
| «Динамо-Ігросервіс» (Сімферополь) | 2:4 | «Іллічівець» (Маріуполь)   |              |
| «Енергетик» (Бурштин)             | 0:2 | «Металіст» (Харків)        |              |
| «Дніпро» (Черкаси)                | 0:1 | «Дніпро» (Дніпропетровськ) |              |
| «Закарпаття» (Ужгород)            | 2:3 | «Таврія» (Сімферополь)     |              |
| «Кримтеплиця» (Молодіжне)         | 2:2 | «Металург» (Запоріжжя)     | дч, пен. 4:2 |
| «Оболонь» (Київ)                  | 0:1 | «Сталь» (Алчевськ)         |              |
| «Десна» (Чернігів)                | 0:2 | ФК «Харків»                |              |
| «Олімпік» (Донецьк)               | 1:2 | «Кривбас» (Кривий Ріг)     |              |
| «Сталь» (Дніпродзержинськ)        | 1:0 | «Зоря» (Луганськ)          | дч           |
| ФК «Львів»                        | 1:1 | «Карпати» (Львів)          | дч, пен. 3:0 |
| ПФК «Севастополь»                 | 3:0 | «Волинь» (Луцьк)           |              |
| 4 жовтня 2006 року.               |     |                            |              |
| «Хімік» (Красноперекопськ)        | 2:3 | «Металург» (Донецьк)       |              |

### 1/8 фіналу
| 25 жовтня 2006 року.       |     |                            |              |
| «Борисфен» (Бориспіль)     | 0:2 | «Шахтар» (Донецьк)         |              |
| ФК «Харків»                | 0:2 | «Динамо» (Київ)            |              |
| «Кривбас» (Кривий Ріг)     | 0:2 | «Іллічівець» (Маріуполь)   |              |
| ФК «Львів»                 | 2:2 | «Металіст» (Харків)        | дч, пен. 6:7 |
| «Титан» (Армянськ)         | 0:2 | «Дніпро» (Дніпропетровськ) |              |
| «Кримтеплиця» (Молодіжне)  | 1:2 | «Таврія» (Сімферополь)     |              |
| ПФК «Севастополь»          | 4:1 | «Металург» (Донецьк)       |              |
| «Сталь» (Дніпродзержинськ) | 1:1 | «Сталь» (Алчевськ)         | дч, пен. 5:4 |

### Чвертьфінали
|                                 | Заг. |                            | Матч 1 | Матч 2 |    |
| ------------------------------- | ---- | -------------------------- | ------ | ------ | -- |
| 1 грудня і 9 грудня 2006 року.  |      |                            |        |        |    |
| ПФК «Севастополь»               | 1:7  | «Шахтар» (Донецьк)         | 0:1    | 1:6    |    |
| 1 грудня і 10 грудня 2006 року. |      |                            |        |        |    |
| «Динамо» (Київ)                 | 3:2  | «Дніпро» (Дніпропетровськ) | 1:1    | 2:1    | дч |
| 2 грудня і 9 грудня 2006 року.  |      |                            |        |        |    |
| «Іллічівець» (Маріуполь)        | 0:2  | «Металіст» (Харків)        | 0:0    | 0:2    |    |
| «Сталь» (Дніпродзержинськ)      | 1:5  | «Таврія» (Сімферополь)     | 1:4    | 0:1    |    |

### Півфінали
|                                 | Заг. |                        | Матч 1 | Матч 2 |  |
| ------------------------------- | ---- | ---------------------- | ------ | ------ |  |
| 18 квітня і 9 травня 2007 року. |      |                        |        |        |  |
| «Металіст» (Харків)             | 2:5  | «Динамо» (Київ)        | 0:1    | 2:4    |  |
| «Шахтар» (Донецьк)              | 2:2  | «Таврія» (Сімферополь) | 0:0    | 2:2    |  |

### Фінал
| 27 травня 2007 р. +25 °C |

| «Шахтар» (Донецьк) | 1:2      | «Динамо» (Київ)      |
| ------------------ | -------- | -------------------- |
| Елано 89'          | протокол | Клебер 58' Гусєв 80' |

| Київ, НСК «Олімпійський» Глядачів: 64 500 Арбітр: Андрій Шандор (Львів) |

| Володар Кубка України 2006/07 |
| ----------------------------- |
| «Динамо» (Київ) Вдев'яте      |

## Найкращі бомбардири
|    | Гравець           | Клуб                      | Ігри | Голи (пен.) |
| -- | ----------------- | ------------------------- | ---- | ----------- |
| 1  | Руслан Левига     | «Іллічівець» (Маріуполь)  | 5    | 6           |
| 2  | Олександр Капуста | «Олком» (Мелітополь)      | 2    | 4 (1)       |
| 3  | Еммануель Окодува | «Шахтар» (Донецьк)        | 4    | 4           |
| 4  | Олексій Мазуренко | ПФК «Севастополь»         | 5    | 4           |
| 5  | Олександр Рикун   | «Металіст» (Харків)       | 6    | 4 (3)       |
| 6  | Андрес Мендоса    | «Металург» (Донецьк)      | 2    | 3           |
| 7  | Павло Онисько     | «Кримтеплиця» (Молодіжне) | 2    | 3 (1)       |
| 8  | Артем Мостовий    | «Борисфен» (Бориспіль)    | 3    | 3 (1)       |
| 9  | Сергій Давидов    | «Металіст» (Харків)       | 5    | 3           |
| 10 | Володимир Гоменюк | «Таврія» (Сімферополь)    | 6    | 3           |

## Підсумкова таблиця
| Етап        | Команда                           | I | В | Н | П | РМ   | О  |
| ----------- | --------------------------------- | - | - | - | - | ---- | -- |
| Володар     | «Динамо» (Київ)                   | 7 | 6 | 1 | 0 | 16−5 | 13 |
| Фіналіст    | «Шахтар» (Донецьк)                | 7 | 4 | 2 | 1 | 18−6 | 10 |
| Півфінал    | «Таврія» (Сімферополь)            | 7 | 5 | 2 | 0 | 15−6 | 12 |
| Півфінал    | «Металіст» (Харків)               | 7 | 3 | 2 | 2 | 10−8 | 8  |
| 1/4 фіналу  | «Іллічівець» (Маріуполь)          | 5 | 3 | 1 | 1 | 11−6 | 7  |
| 1/4 фіналу  | ПФК «Севастополь»                 | 5 | 3 | 0 | 2 | 10−8 | 6  |
| 1/4 фіналу  | «Сталь» (Дніпродзержинськ)        | 5 | 2 | 1 | 2 | 8−6  | 5  |
| 1/4 фіналу  | «Дніпро» (Дніпропетровськ)        | 4 | 2 | 1 | 1 | 5−3  | 5  |
| 1/8 фіналу  | «Сталь» (Алчевськ)                | 3 | 2 | 1 | 0 | 4−1  | 5  |
| 1/8 фіналу  | ФК «Львів»                        | 3 | 1 | 2 | 0 | 5−3  | 4  |
| 1/8 фіналу  | ФК «Харків»                       | 3 | 2 | 0 | 1 | 4−2  | 4  |
| 1/8 фіналу  | «Борисфен» (Бориспіль)            | 3 | 2 | 0 | 1 | 6−5  | 4  |
| 1/8 фіналу  | «Металург» (Донецьк)              | 3 | 2 | 0 | 1 | 7−7  | 4  |
| 1/8 фіналу  | «Титан» (Армянськ)                | 3 | 2 | 0 | 1 | 4−4  | 4  |
| 1/8 фіналу  | «Кривбас» (Кривий Ріг)            | 3 | 2 | 0 | 1 | 3−3  | 4  |
| 1/8 фіналу  | «Кримтеплиця» (Молодіжне)         | 3 | 1 | 1 | 1 | 5−5  | 3  |
| 1/16 фіналу | «Карпати» (Львів)                 | 2 | 1 | 1 | 0 | 3−1  | 3  |
| 1/16 фіналу | «Закарпаття» (Ужгород)            | 2 | 1 | 0 | 1 | 5−4  | 2  |
| 1/16 фіналу | «Олімпік» (Донецьк)               | 2 | 1 | 0 | 1 | 5−4  | 2  |
| 1/16 фіналу | «Ворскла» (Полтава)               | 2 | 1 | 0 | 1 | 3−2  | 2  |
| 1/16 фіналу | «Динамо-Ігросервіс» (Сімферополь) | 2 | 1 | 0 | 1 | 7−7  | 2  |
| 1/16 фіналу | «Хімік» (Красноперекопськ)        | 2 | 1 | 0 | 1 | 4−4  | 2  |
| 1/16 фіналу | «Десна» (Чернігів)                | 2 | 1 | 0 | 1 | 2−2  | 2  |
| 1/16 фіналу | «Енергетик» (Бурштин)             | 2 | 1 | 0 | 1 | 2−2  | 2  |
| 1/16 фіналу | «Дніпро» (Черкаси)                | 2 | 1 | 0 | 1 | 1−1  | 2  |
| 1/16 фіналу | «Зоря» (Луганськ)                 | 2 | 1 | 0 | 1 | 1−1  | 2  |
| 1/16 фіналу | «Оболонь» (Київ)                  | 2 | 1 | 0 | 1 | 1−1  | 2  |
| 1/16 фіналу | «Олком» (Мелітополь)              | 2 | 1 | 0 | 1 | 4−5  | 2  |
| 1/16 фіналу | «Волинь» (Луцьк)                  | 2 | 1 | 0 | 1 | 1−3  | 2  |
| 1/16 фіналу | «Явір» (Краснопілля)              | 2 | 1 | 0 | 1 | 2−6  | 2  |
| 1/16 фіналу | «Металург» (Запоріжжя)            | 1 | 0 | 1 | 0 | 2−2  | 1  |
| 1/16 фіналу | «Чорноморець» (Одеса)             | 1 | 0 | 0 | 1 | 2−4  | 0  |
| 1/32 фіналу | «Арсенал» (Київ)                  | 1 | 0 | 0 | 1 | 1−2  | 0  |
| 1/32 фіналу | «Арсенал» (Харків)                | 1 | 0 | 0 | 1 | 1−2  | 0  |
| 1/32 фіналу | «Гірник-Спорт» (Комсомольськ)     | 1 | 0 | 0 | 1 | 1−2  | 0  |
| 1/32 фіналу | «Геліос» (Харків)                 | 1 | 0 | 0 | 1 | 1−2  | 0  |
| 1/32 фіналу | «Фенікс-Іллічовець» (Калініне)    | 1 | 0 | 0 | 1 | 1−2  | 0  |
| 1/32 фіналу | «Єдність» (Плиски)                | 1 | 0 | 0 | 1 | 0−1  | 0  |
| 1/32 фіналу | МФК «Миколаїв»                    | 1 | 0 | 0 | 1 | 0−1  | 0  |
| 1/32 фіналу | «Нафтовик» (Долина)               | 1 | 0 | 0 | 1 | 0−1  | 0  |
| 1/32 фіналу | «Спартак» (Івано-Франківськ)      | 1 | 0 | 0 | 1 | 0−1  | 0  |
| 1/32 фіналу | «Факел» (Івано-Франківськ)        | 1 | 0 | 0 | 1 | 0−1  | 0  |
| 1/32 фіналу | «ЦСКА» (Київ)                     | 1 | 0 | 0 | 1 | 0−1  | 0  |
| 1/32 фіналу | «Газовик-ХГВ» (Харків)            | 1 | 0 | 0 | 1 | 3−5  | 0  |
| 1/32 фіналу | «Поділля» (Хмельницький)          | 1 | 0 | 0 | 1 | 2−4  | 0  |
| 1/32 фіналу | «Дністер» (Овідіополь)            | 1 | 0 | 0 | 1 | 1−3  | 0  |
| 1/32 фіналу | «Хіммаш» (Коростень)              | 1 | 0 | 0 | 1 | 1−3  | 0  |
| 1/32 фіналу | «Верес» (Рівне)                   | 1 | 0 | 0 | 1 | 0−2  | 0  |
| 1/32 фіналу | «Княжа» (Щасливе)                 | 1 | 0 | 0 | 1 | 0−2  | 0  |
| 1/32 фіналу | «Кремінь» (Кременчук)             | 1 | 0 | 0 | 1 | 0−2  | 0  |
| 1/32 фіналу | «Локомотив» (Дворічна)            | 1 | 0 | 0 | 1 | 0−2  | 0  |
| 1/32 фіналу | «Нафком» (Бровари)                | 1 | 0 | 0 | 1 | 0−2  | 0  |
| 1/32 фіналу | «Нафтовик-Укрнафта» (Охтирка)     | 1 | 0 | 0 | 1 | 0−2  | 0  |
| 1/32 фіналу | «Нива» (Тернопіль)                | 1 | 0 | 0 | 1 | 0−2  | 0  |
| 1/32 фіналу | ПФК «Олександрія»                 | 1 | 0 | 0 | 1 | 0−2  | 0  |
| 1/32 фіналу | «Гірник» (Кривий Ріг)             | 1 | 0 | 0 | 1 | 2−5  | 0  |
| 1/32 фіналу | «Спартак» (Суми)                  | 1 | 0 | 0 | 1 | 1−4  | 0  |
| 1/32 фіналу | «Буковина» (Чернівці)             | 1 | 0 | 0 | 1 | 0−3  | 0  |
| 1/32 фіналу | «Інтер» (Боярка)                  | 1 | 0 | 0 | 1 | 0−5  | 0  |